# Prazépam
Le prazépam est une molécule appartenant à la famille des benzodiazépines. Elle est commercialisée notamment sous la dénomination commerciale Lysanxia en France, et est utilisée pour ses vertus anxiolytiques. Elle est absorbée très rapidement et le pic de concentration plasmatique est atteint en 30 minutes environ. Cependant la molécule en elle-même est peu active ; c'est son métabolite principal, le N-desméthyldiazépam, qui est responsable de la plupart de ses effets psychotropes et de sa demi-vie très longue.
Le prazépam, comme les autres benzodiazépines, se lie sur des sites spécifiques sur le récepteur GABAA. Il possède les cinq effets qui sont propres aux benzodiazépines : anxiolytique, hypnotique, myorelaxant, anticonvulsivant et amnésiant.

## Commercialisation
Le prazépam est la 7e benzodiazépine la plus vendue en France (2013).
Il est commercialisé par quatre laboratoires pharmaceutiques : sous le nom de Lysanxia (princeps) par le laboratoire pharmaceutique Sigma-tau France, ainsi que sous le nom générique de prazépam par les laboratoires pharmaceutiques Arrow, Biogaran et EG.
Cela fait d'elle la troisième benzodiazépine qui compte le plus de laboratoires qui la commercialisent. Elle arrive cependant loin derrière l'alprazolam (13 laboratoires) et le bromazépam (12 laboratoires).
Le prazépam se présente sous un conditionnement de 40 comprimés de 10 mg, ou 20 comprimés de 40 mg.

## Indications
Le prazépam est indiqué pour traiter l'anxiété, surtout quand celle-ci s'accompagne de troubles gênants pour le patient ou son entourage. L'anxiété peut en effet se traduire par des crises d'angoisses qui rendent celui qui en fait l'objet invalide et peuvent entraîner chez lui une souffrance extrême. L'utilisation de benzodiazépines est cependant souvent injustifiée et répond davantage au besoin de "médicaments de confort", qui masquent parfois des troubles psychiatriques sous-jacents en éliminant les manifestations somatiques de ces troubles.

## Contre-indications
Le prazépam est contre-indiqué dans les situations suivantes :
- difficultés respiratoires chroniques non spécifiques : une dose plus faible sera alors envisagée ;
- insuffisance hépatique ;
- antécédents de tentative de suicide ou épisode dépressif majeur : les benzodiazépines et apparentés ne doivent pas être prescrits seuls, car ils laissent la dépression évoluer pour son propre compte avec persistance ou majoration du risque suicidaire[9] ;
- antécédents d'addictions : le prazépam étant une benzodiazépine, il est susceptible d'instaurer une tolérance et/ou dépendance ;
- grand âge : les effets secondaires sont majorés chez les personnes âgées et il y a  risque de chute du fait des propriétés myorelaxantes inhérentes aux benzodiazépines ;
- association avec l'alcool ou d'autres médicaments, particulièrement les opiacés, d'autres anxiolytiques et la méthadone. En effet l'association majore les effets dépresseurs sur les centres respiratoires, pouvant conduire à un coma, voire un arrêt respiratoire ;
- chez les femmes qui prennent des contraceptifs oraux, quelle que soit la génération, l’effet du prazépam peut être amplifié.

Les situations suivantes invitent également à une extrême vigilance :
- la prise conjointe avec de la cimétidine ou de l’oméprazole, médicaments utilisés pour traiter les ulcères digestifs. En effet l’action du prazépam peut être prolongée ;
- la conduite de véhicule, que ce soit d’ordre privé ou professionnel, le prazépam sous sa forme à 10 mg étant classé au niveau 3 pour la conduite. En pratique la conduite sous l'emprise d'anxiolytiques peut être extrêmement dangereuse.

## Propriétés
Le prazépam a principalement des propriétés anxiolytiques et est prescrit dans ce but. Néanmoins, comme toutes les benzodiazépines et molécules apparentées (thiénodiazépines), le prazépam possède également des propriétés hypnotiques, sédatives, anticonvulsivantes, myorelaxantes et amnésiantes. Elles sont cependant moins marquées en comparaison des autres benzodiazépines du fait de sa structure moléculaire et de son métabolisme.

## Posologie
Le prazépam est vendu à deux dosages en quantités différentes. Le laboratoire Sigma-Tau France commercialise le Lysanxia par boîte de 40 comprimés au dosage de 10 milligrammes, par boîte de 20 comprimés au dosage de 40 milligrammes et en solution buvable en flacon de 20 millilitres au dosage de 15 mg par millilitres. Les laboratoires Arrow, Biogaran et EG le commercialisent quant à eux à un unique dosage vendu par boîte de 40 comprimés de 10 milligrammes.
Le dosage du prazépam varie en fonction de la réponse individuelle et le dosage standard se situe entre 10 et 60 mg par jour pris en une ou deux fois. Le dosage minimal efficace sera toujours recherché.
La durée du traitement ne doit pas en dépasser 12 semaines, soit 3 mois.
Pour comparer le dosage d'une benzodiazépine avec une autre, on utilise ce qu'on appelle un tableau d'équivalence. La référence est le dosage de 10 mg de diazépam, ce qui correspond à une prise standard.
Le prazépam du fait de son métabolisme qui peut varier énormément en fonction de l'âge, du sexe et/ou des origines ethniques a une fourchette comprise entre 20 et 30 milligrammes, ce qui correspond à 10 milligrammes de diazépam.

## Métabolisme
Le prazépam est une prodrogue car il doit son action principalement à ses principaux métabolites actif N-desméthyldiazépam ou plus communément nordazépam et l'oxazépam. Cela explique sa longue demi-vie. En effet, la demi-vie du prazépam en lui-même n'est que d'une heure et demie, mais celles de ses métabolites excède 35 heures. Il existe également un fort métabolisme par glucuronidation.
Cependant, du fait des caractéristiques génétiques de chacun, certains pensent que le prazépam ne doit pas son action uniquement au nordazépam mais également à toute une série de métabolites résultant de l'ouverture ou du retrait incomplet du cycle propyle. La demi-vie du prazépam en prenant en compte ses métabolites actifs majeurs est de 36 à 150 heures.

## Effets indésirables
Le prazépam, comme tout autre médicament, peut avoir des effets indésirables :
Les effets secondaires communs aux benzodiazépines peuvent notamment inclure, de manière physiologique : somnolence, syndrome confusionnel entraînant un risque de chute ou d'accident, ataxie, troubles de la mémoire ou de la concentration, coma, perturbation des cycles du sommeil en supprimant le sommeil lent21 et les rêves, accoutumance (tolérance), syndrome de sevrage à l'arrêt de la consommation, insuffisance respiratoire (lorsqu'elles sont administrées par voie intraveineuse rapide et à fortes doses) et hypotonie des muscles et de la gorge pouvant entraîner une gêne de la respiration ou un risque de fausse route.
La substance est aussi reconnue comme pouvant provoquer des symptômes d'apnée du sommeil.
D'autres symptômes, cette fois psychologiques et psychiques, incluent : addiction (dépendance), changements de personnalité6 ou état dépressif en usage à long terme et effet paradoxal (les benzodiazépines prescrites à long terme peuvent paradoxalement provoquer, de l’anxiété et de l’insomnie). La prise de benzodiazépines à demi-vie courte expose l'individu au risque de voir son anxiété accrue, du fait de l'apparition d'un phénomène de manque entre les prises.
Si une controverse a existé sur le lien entre utilisation au long cours et maladie d'Alzheimer, la première étude sur un grand échantillon a infirmé cette hypothèse22.

## Tolérance, dépendance
Comme toutes les benzodiazépines, le prazépam provoque une tolérance et une dépendance.
Elle est cependant moins marquée qu'avec la plupart des autres benzodiazépines comme notamment celles qui ont un atome de chlore en position R2’ et qui se traduit par une puissance accrue. Le schéma de la configuration d’une benzodiazépine est présent en début de la page de cette dernière.

## Mécanisme d'action

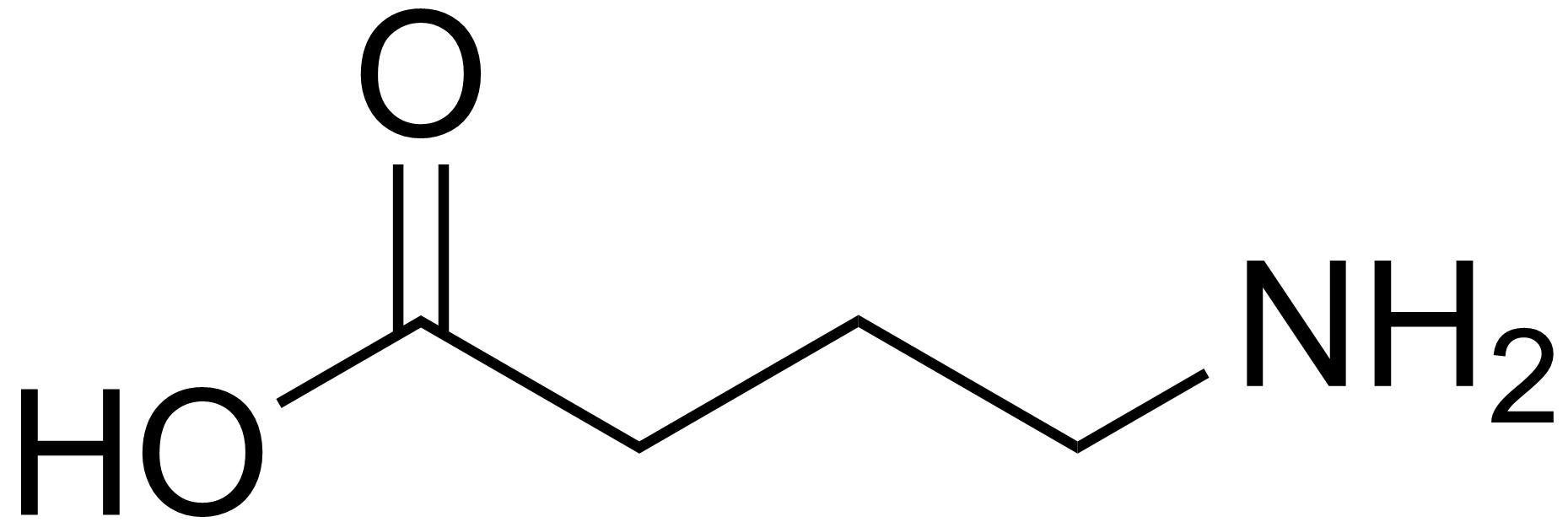
le GABA

Le prazépam, comme toutes les benzodiazépines et apparentées vont jouer sur le fonctionnement de l'acide gamma-aminobutyrique (GABA).
Les benzodiazépines vont se fixer sur une partie du récepteurs GABA et provoquer des effets dépresseurs sur le système nerveux central.

## Particularités et intérêts du prazépam

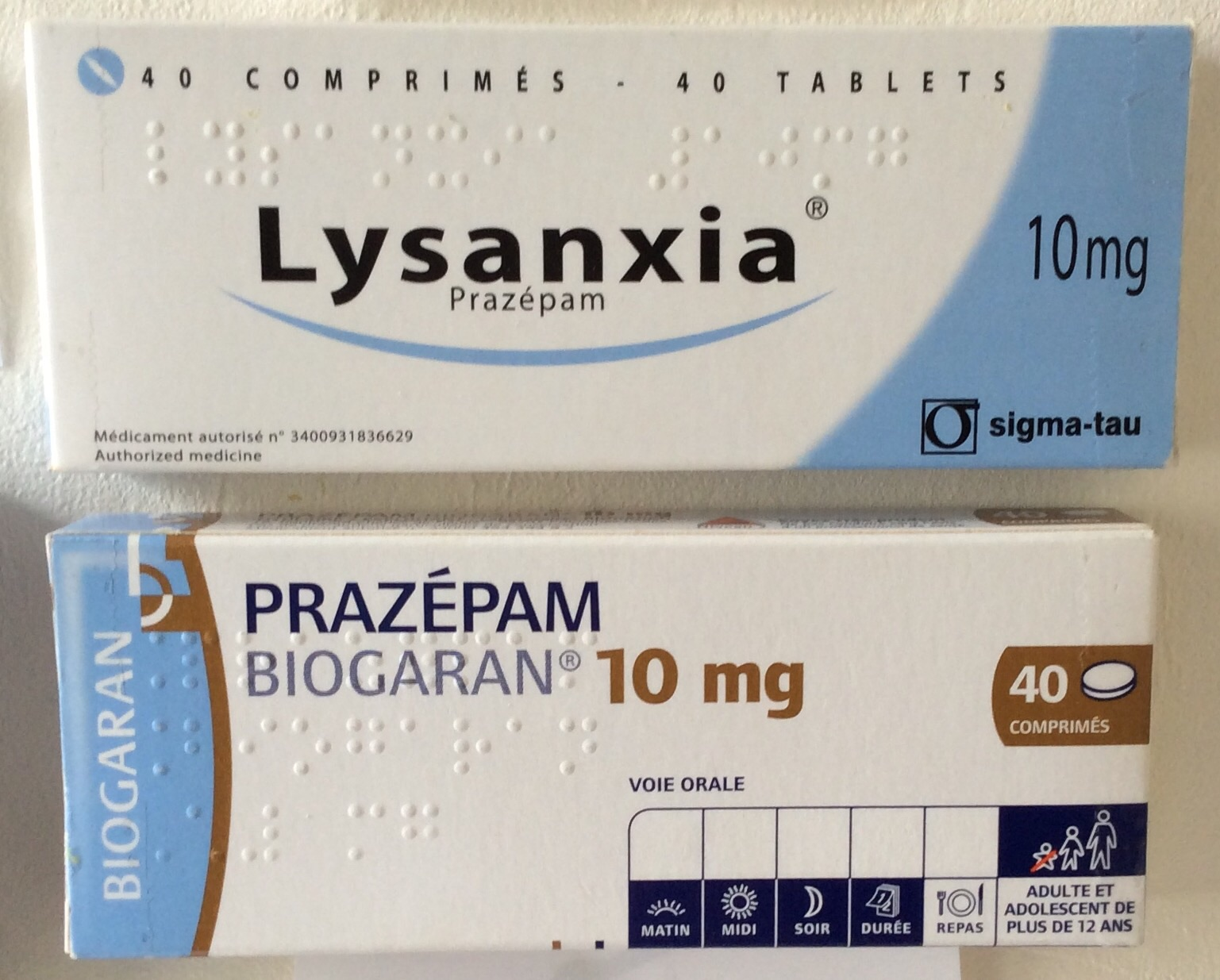
Boites de Lysanxia et de Prazépam.

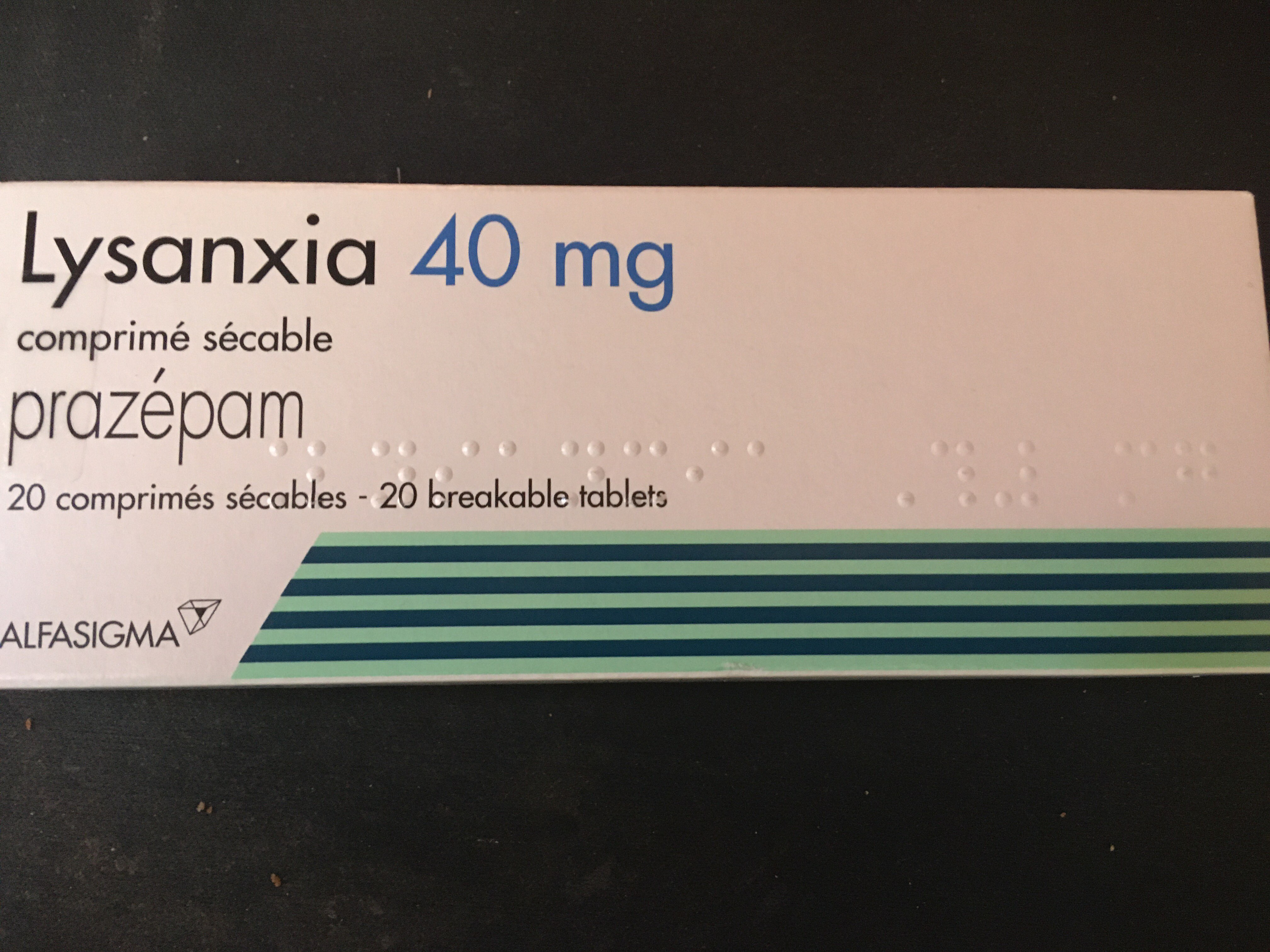
Boîte de Lysanxia 40mg.

Le prazépam est une benzodiazépine qui a une demi-vie très longue (36-200 h) et une puissance relative par rapport aux autres benzodiazépines à demi-vie longue comme le diazépam ou le nordazépam. Ceci en fait un très bon candidat pour un sevrage, que ce soit pour une dépendance à l'alcool ou aux benzodiazépines.
En effet, il est raisonnable de penser qu'une personne dépendante à des benzodiazépines à demi-vie courte (moins de 10 heures), comme l’alprazolam (Xanax) ou à demi-vie moyenne (moins de 100 heures) comme le bromazépam (Lexomil) aura un bénéfice à substituer la benzodiazépine à demi-vie courte ou moyenne par une benzodiazépine à demi-vie longue dans le cadre d'un sevrage, car cela peut permettre de réduire le nombre de prises étant donné que le temps d'action de la benzodiazépine est plus long. Elle pourra dans un deuxième temps diminuer progressivement les dosages pour un arrêt total.
Le sevrage des benzodiazépines est recherché car la consommation à long terme des benzodiazépines a tendance à causer des troubles dépressifs, au-delà du problème de l’addiction, ainsi que des troubles de la mémoire plus ou moins marqués.
Les benzodiazépines à demi-vie longue utilisées à cette fin sont le diazépam (Valium), le prazépam (Lysanxia), et le clorazépate (Tranxène).
Dans le cadre d'une substitution d'une benzodiazépine par une autre, les professionnels de santé doivent connaître les équivalences entre benzodiazépines. Par exemple, une personne prenant de 20 mg à 30 mg de prazépam par jour équivaut à 10 mg de diazépam.

## Surdosage
Un surdosage de prazépam se caractérise par de la fatigue, accompagnée d’un manque de coordination des mouvements et de la confusion.
Il faut être vigilant en cas de surdosage aux produits que la personne a éventuellement pris en même temps. Si la personne est vraiment inconsciente et impossible à réveiller, il faut immédiatement appeler les secours.

## Antidote
Il existe un antidote appelé le flumazénil disponible uniquement sous forme injectable et réservé dans la plupart des cas au cadre hospitalier. C’est un antagoniste compétitif des récepteurs des benzodiazépines et il annule ses effets. Cependant, la vigilance est de mise car bien que l’apparition des effets soit très rapide, la demi-vie du flumazénil est très courte et de ce fait les personnes traitées par le flumazénil reçoivent l'antidote en injections répétées ou en perfusion continue. À noter qu'en cas de surdose, il est généralement prévu de traiter le patient par perfusions de flumazénil sur plusieurs heures/jours étant donné la très longue demi-vie des métabolites du prazépam.
L'evolution est généralement favorable, les benzodiazepines étant faiblement toxiques.